# Berles-Monchel
Berles-Monchel és un municipi francès situat al departament del Pas de Calais i a la regió dels Alts de França. L'any 2007 tenia 457 habitants.

## Demografia

### Població
El 2007 la població de fet de Berles-Monchel era de 457 persones. Hi havia 156 famílies de les quals 24 eren unipersonals (4 homes vivint sols i 20 dones vivint soles), 44 parelles sense fills, 68 parelles amb fills i 20 famílies monoparentals amb fills.
La població ha evolucionat segons el següent gràfic:
Habitants censats

### Habitatges
El 2007 hi havia 175 habitatges, 158 eren l'habitatge principal de la família, 5 eren segones residències i 12 estaven desocupats. 172 eren cases i 2 eren apartaments. Dels 158 habitatges principals, 140 estaven ocupats pels seus propietaris, 15 estaven llogats i ocupats pels llogaters i 3 estaven cedits a títol gratuït; 1 tenia dues cambres, 10 en tenien tres, 24 en tenien quatre i 123 en tenien cinc o més. 134 habitatges disposaven pel capbaix d'una plaça de pàrquing. A 69 habitatges hi havia un automòbil i a 78 n'hi havia dos o més.

### Piràmide de població
La piràmide de població per edats i sexe el 2009 era:
| Homes | Edats   | Dones |
| ----- | ------- | ----- |
| 0     | 95 o +  | 0     |
| 0     | 90 a 94 | 0     |
| 0     | 85 a 89 | 8     |
| 0     | 80 a 84 | 4     |
| 12    | 75 a 79 | 8     |
| 8     | 70 a 74 | 4     |
| 8     | 65 a 69 | 8     |
| 12    | 60 a 64 | 12    |
| 4     | 55 a 59 | 4     |
| 16    | 50 a 54 | 8     |
| 4     | 45 a 49 | 16    |
| 36    | 40 a 44 | 16    |
| 4     | 35 a 39 | 8     |
| 24    | 30 a 34 | 24    |
| 12    | 25 a 29 | 12    |
| 12    | 20 a 24 | 8     |
| 36    | 15 a 19 | 20    |
| 12    | 10 a 14 | 24    |
| 16    | 5 a 9   | 12    |
| 16    | 0 a 4   | 12    |

## Economia
El 2007 la població en edat de treballar era de 302 persones, 209 eren actives i 93 eren inactives. De les 209 persones actives 194 estaven ocupades (111 homes i 83 dones) i 15 estaven aturades (10 homes i 5 dones). De les 93 persones inactives 27 estaven jubilades, 30 estaven estudiant i 36 estaven classificades com a «altres inactius».

### Ingressos
El 2009 a Berles-Monchel hi havia 168 unitats fiscals que integraven 471 persones, la mediana anual d'ingressos fiscals per persona era de 18.064 €.

### Activitats econòmiques
Dels 9 establiments que hi havia el 2007, 1 era d'una empresa de fabricació d'altres productes industrials, 2 d'empreses de construcció, 1 d'una empresa immobiliària, 3 d'empreses de serveis, 1 d'una entitat de l'administració pública i 1 d'una empresa classificada com a «altres activitats de serveis».
Dels 2 establiments de servei als particulars que hi havia el 2009, 1 era un paleta i 1 guixaire pintor.
L'any 2000 a Berles-Monchel hi havia 9 explotacions agrícoles.

## Equipaments sanitaris i escolars
El 2009 hi havia una escola elemental integrada dins d'un grup escolar amb les comunes properes formant una escola dispersa.

## Poblacions més properes
El següent diagrama mostra les poblacions més properes.